# Sous-bock
Pour les articles homonymes, voir Bock (homonymie).
 (février 2016).
Si vous disposez d'ouvrages ou d'articles de référence ou si vous connaissez des sites web de qualité traitant du thème abordé ici, merci de compléter l'article en donnant les références utiles à sa vérifiabilité et en les liant à la section « Notes et références ».

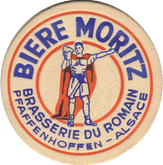
Sous-bock ancien de la brasserie Moritz.

Un sous-bock, rond de bock ou rond à bière, est un sous-verre prévu pour les verres à bière (chopes), généralement en carton, servant de support publicitaire puisqu'il est décoré aux couleurs d'une marque.
Le collectionneur de sous-bocks est appelé cervalobélophile, la cervalobélophilie étant une sous-catégorie de la tégestophilie. 
La plupart des sous-bocks sont ronds ou carrés, mais il en existe de toutes les formes imaginables avec une gamme d'impression très étendue car de plus en plus, les sous-bocks servent de support publicitaire pour des secteurs très variés.
Ainsi, il existe des sous-bocks pour les verres à eau-de-vie, pour les bocks d’un litre ou encore des cartons au format de plateaux de service au format maxi.
Il est également possible de produire des sous-bocks perforés, à accrocher (pour Noël 2006, la société Leffe en distribua qui imitaient en 2D des boules pour sapin) ou à enfiler sur une pique, des sous-bocks munis de fentes, destinés à être encastrés, des sous-bocks doubles, pour deux verres, par exemple, ou encore un verre et une bouteille. Ces modèles sont également très prisés des collectionneurs.
En dépit de son apparent archaïsme, le sous-bock est un moyen de communication et un support publicitaire actuel.

## Fonctions
- La fonction première du sous-bock est de récupérer l'eau de condensation, qui se forme lorsque le verre de bière froid entre en contact avec l'air ambiant plus chaud et qui s'écoule le long du verre.
- Il fait aussi office de support publicitaire, en particulier pour les brasseries.
- Dans certains pays, il est employé par les serveurs pour noter le nombre de consommations des clients.
- Son verso, souvent vierge de toute impression, lui permet de devenir un aide-mémoire.

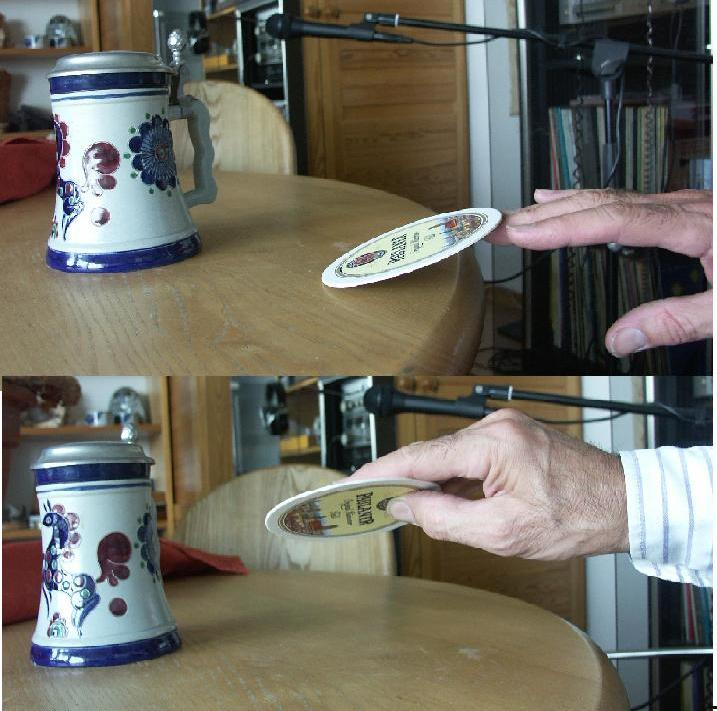
Jeu avec sous-bock

- On l'utilise également pour certains jeux d'adresse (châteaux de carte). Le jeu le plus courant consiste à poser un carton sur le bord de la table en le laissant dépasser d'un quart de son diamètre environ. D'un coup du bout des doigts, de bas en haut, la paume orientée vers le bas, on lui fait faire un demi-tour en l'air avant de le rattraper en avançant la main et en le pinçant entre le pouce et les autres doigts. On place ensuite deux sous-bocks l'un sur l'autre et on recommence, ainsi de suite...

Un autre jeu consiste à tenir entre les dents un sous-bock sur lequel est posé un verre de schnaps et de le passer à son voisin de table ainsi de suite. Au bout d'un certain nombre de passes, le sous-bock humidifié par les gouttes de schnaps renversé et la salive aura tendance à se ramollir et le verre risquera de chuter. On peut alors décider de ne pas prendre le sous-bock entre ses dents mais de prendre le verre à la main et de le boire et de le payer, le joueur précédent devant le payer. Dans le cas où on fait tomber le verre, on paie une tournée...
Dans les Biergärten de Bavière, il est d'usage de poser le sous-bock sur le verre (comme un couvercle de chope) pour éviter que les fleurs ou les fruits des marronniers, ou encore les insectes n'y pénètrent.
Dans certaines régions, le fait de déposer un sous-bock sur son verre peut aussi signifier que ce verre n'est pas abandonné, quand le buveur doit s'absenter.

## Histoire
L'origine des sous-bocks cartonnés que nous connaissons aujourd'hui remonte à la fin du XIXe siècle. Il fut probablement inventé en Allemagne, terre brassicole.
En 1880, l'entreprise d'imprimerie et de cartonnage Friederich Horn de Buckau, près de Magdebourg en Allemagne, a découpé des dessous de verre en carton sur lesquels elle imprima divers motifs.
En 1883, Robert Sputh de Dresde (Saxe, Allemagne) inventa le précurseur du sous-bock actuel réalisé en feutre de bois. La pâte à papier grossière fut versée dans des moules ronds et séchée à l'air. Ces disques en feutre de bois avaient un diamètre de 107 millimètres et une épaisseur de 5 millimètres.
Le sous-bock apparaît en France le 24 juin 1892, date à laquelle un brevet pour une « soucoupe éponge » a été déposé à Paris. Une célèbre brasserie française a d'ailleurs édité une série de sous-bocks commémoratifs en 1992 pour célébrer le 100e anniversaire de cet événement.
Enfin en 1903, Casimir Otto Katz, originaire de la Forêt-Noire (Bade-Wurtemberg, Allemagne), a commencé à fabriquer industriellement les sous-bocks que nous connaissons aujourd'hui. Ils étaient fabriqués à partir de bois d'épicéa dont les longues fibres sont très absorbantes.
En 1936, la construction de la machine à papier à longue table de toile et sécheurs suspendus a été le point de départ d’une production de sous-bocks qui se révéla aussi moderne que massive.
Diverses méthodes de fabrication virent le jour, comme le moulage-pressage très répandu dans les années 1950 et aujourd'hui disparu. Les sous-bocks réalisés ainsi étaient plus épais que ceux que nous connaissons aujourd'hui et présentaient un relief différent sur les 2 faces.
Aujourd'hui la plupart des sous-bocks sont réalisés en carton naturel ou blanchi d'environ 1,5 mm d'épaisseur, imprimés en sérigraphie ou en offset, puis découpés, dans des formes conventionnelles (rond, carré arrondi, etc.) ou singulières (épousant la forme du logo par exemple).